# Fédération des associations culturelles éducatives et de loisirs
Pour les articles homonymes, voir FACEL.
La Fédération des associations culturelles éducatives et de loisirs (FACEL) créée le 12 juillet 1994 et déclarée à la préfecture de police de Paris sous le n° 94-2947 a pour but d'organiser et fédérer le fonctionnement des patronages parisiens. Elle a reçu l’agrément du Ministère de la Jeunesse et des Sports, au titre de la jeunesse et de l’éducation populaire, par arrêté préfectoral n°95-684 en 3 août 1995.

## Histoire
La FACEL est créée en 1994 par Mgr Lustiger archevêque de Paris pour « favoriser l’éducation des enfants et des jeunes à travers l’animation de leurs loisirs et faciliter l’accès à la catéchèse ». La direction en est alors confiée à Jacques Quartier, ancien directeur administratif de l'Union générale sportive de l'enseignement libre (UGSEL). Celui-ci travaille en liaison avec les paroisses parisiennes et profite en 1997 de la création des emplois-jeunes pour doter les trente premières associations affiliées d'un animateur-administrateur permanent. Il passe également un pacte de complémentarité avec la Fédération sportive et culturelle de France (FSCF) dont dépend déjà une partie de ses adhérents.
Limitée à ses origines au seul évêché de Paris, la FACEL suscite depuis peu l'intérêt en banlieue et en province.

## Objet
La FACEL a pour objet de :
- susciter la création d’associations culturelles, éducatives et de loisirs, promouvoir celles qui existent et faciliter l’accès des jeunes aux activités sportives ;
- accompagner la formation des directeurs et animateurs de centres de loisirs : brevet d’aptitude aux fonctions d’animateur (BAFA) et brevet d’aptitude aux fonctions de directeur (BAFD)[4] ;
- promouvoir et aider à organiser des accueils de loisirs et séjours de vacances avec et sans hébergement  : colonies de vacances et centres de loisirs sans hébergement (CLSH) ;
- apporter un soutien aux divers mouvements de jeunesse qui partagent son souci éducatif ;
- assurer leur représentation auprès des instances politiques, administratives, culturelles, sportives et des mouvements de jeunesse et entretenir avec eux les relations qui s’imposent ;
- mettre en œuvre tous les moyens nécessaires à la réalisation des objectifs cités.

## Fonctionnement
La FACEL fédère plus de 60 associations anciennes - parfois centenaires - ou créées récemment : anciens patronages paroissiaux, associations culturelles éducatives et de loisirs, associations d’éducation populaire, associations sportives et culturelles qui proposent aux enfants et aux jeunes des activités avec une vision chrétienne de l’animation. Celles-ci s’adressent à un large public allant de la maternelle au lycée et proposent un choix étendu d’activités de loisirs : activités sportives, disciplines artistiques, sorties culturelles, actions éducatives. Elle organise également l’accompagnement scolaire. Outre son rôle de cellule de réflexion et de formation des cadres, la FACEL assure la mise en relation locale des associations avec les familles en recherche d'encadrement pour leurs enfants en dehors du temps scolaire.